# Schoenobiodes strata
Schoenobiodes strata là một loài bướm đêm trong họ Crambidae.